# Canberra Cosmos FC
Cosmos Canberra – australijski klub piłkarski z siedzibą w stolicy Australii – Canberze. Został założony w 1995 roku, zaprzestał działalności 26 września 2001. Od sezonu 1995/96 Cosmos Canberra występował w najwyższej lidze krajowej - National Soccer League (NSL), aż do sezonu 2000/01.
Największym osiągnięciem klubu był awans do półfinału NSL Cup już w pierwszym sezonie drużyny (1995/1996). Później klub osiągał słabe wyniki w lidze NSL, by ostatecznie w 2001 zakończyć działalność. Stadionem drużyny był obiekt Canberra Stadium.

## Statystyki
| Sezon   | Rozegrane mecze | Zwycięstwa | Remisy | Porażki | Strzelone bramki | Stracone bramki | Pkt | Pozycja | Średnia liczba widzów | Puchar NSL       |
| ------- | --------------- | ---------- | ------ | ------- | ---------------- | --------------- | --- | ------- | --------------------- | ---------------- |
| 1995/96 | 33              | 8          | 11     | 14      | 48               | 61              | 35  | 9.      | 2934                  | Półfinał         |
| 1996/97 | 26              | 2          | 5      | 19      | 30               | 69              | 11  | 14.     | 3176                  | 1. runda         |
| 1997/98 | 26              | 3          | 8      | 15      | 29               | 56              | 17  | 14.     | 2719                  | Nie brał udziału |
| 1998/99 | 28              | 4          | 3      | 21      | 21               | 55              | 15  | 15.     | 2337                  | Nie brał udziału |
| 1999/00 | 34              | 9          | 9      | 16      | 44               | 64              | 36  | 14.     | 2428                  | Nie brał udziału |
| 2000/01 | 29              | 11         | 4      | 15      | 49               | 55              | 37  | 11.     | 2184                  | Nie brał udziału |

## Menadżerowie
- Mick Lyons (czerwiec 1995 - maj 1997)
- Branko Čulina (czerwiec 1997 - marzec 1998)
- Ralé Rašić (marzec 1998 - listopad 1998)
- Tony Brennan (listopad 1998 - styczeń 1999)
- Tom Sermanni (styczeń 1999 - marzec 2001)
- Milan Milovanovic (marzec 2001 - lipiec 2001)
- Antonio Alzamendi (lipiec 2001)
- Leon (Bill) Gardikiotis (sierpień 2001 - wrzesień 2001)

## Rekordy
- Największa wygrana: 8-1 z Sydney Olympic, 5 stycznia 1998, Seiffert Oval
- Największa przegrana: 0-8 z Wollongong City, 5 grudnia 1997, Brandon Park, Wollongong
- Największy remis: 5-5 z Newcastle Breakers, 16 lutego 1996, Breakers Stadium, Nowa Południowa Walia
- Najwięcej występów w klubie: Toplica Popovicz (124 x)
- Strzelec wszech czasów: Peter Buljan (21 bramek)
- Największa średnia widzów: 9421 – 1 listopada 1996 (1-1 z Newcastle Breakers)

## Znani zawodnicy
- Vincenzo Grella
- Robbie Hooker
- Paul Wade